# عبد الجمال شاه
السلطان عبد الجمال شاه ابن السلطان زين العابدين شاه (توفي 1575) هو سلطان فهغ التاسع الذي حكم من 1560 إلى 1575. كان معروفًا باسم راجا جمال، وهو الابن الثاني لسلطان فهغ السابع زين العابدين شاه من زوجته راجا بطري بنت السلطان محمود شاه آخر سلطان ملقا. حكم بالاشتراك مع شقيقه الأصغر راجا قدير.